# Ong Yu En
Ong Yu En (* 3. Oktober 2003 in Singapur) ist ein singapurischer Fußballspieler.

## Karriere
Ong Yu En erlernte das Fußballspielen in der Schulmannschaft der Singapore Sports School. Seinen ersten Vertrag unterschrieb er am 1. Januar 2020 bei Albirex Niigata (Singapur). Der Verein ist ein Ableger des japanischen Zweitligisten Albirex Niigata aus Niigata, der in der ersten singapurischen Liga, der Singapore Premier League, spielt. In seiner ersten Saison feierte er mit Albirex die singapurische Meisterschaft. Nach 22 Erstligaspielen für Albirex wechselte er im Januar 2022 zu den ebenfalls in der ersten Liga spielenden Tampines Rovers.

## Erfolge
Albirex Niigata (Singapur)
Singapurischer Meister: 2020